# KTM-5

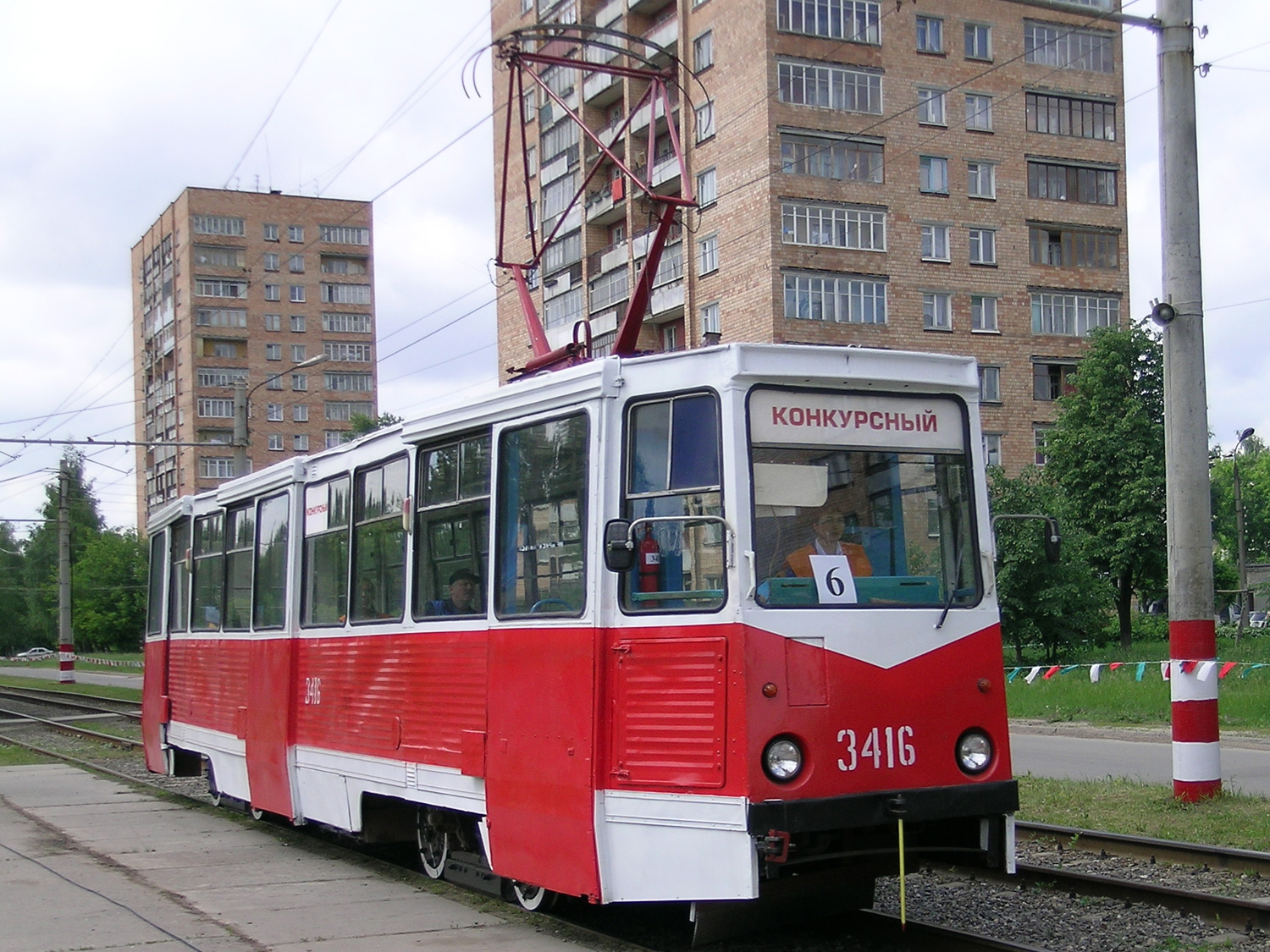
KTM-5

KTM-5(러시아어: КТМ-5)는 러시아의 철도 차량 제작사인 우스티카타프 차량 공장이 제조한 노면전차 차량이다. 옛 소련의 도시 각지에 14,000량 이상이 도입되었다.

## 제원
- 편성: 1량
- 축 배치: Bo'Bo'
- 궤간: 1,524mm, 1,435mm
- 설계 최고 속도: 75km/h
- 차량 정원: 착석 - 32 ~ 35명, 입석 - 187 ~ 192명
- 차량 중량: 18.6t
- 길이: 15,094mm
- 전체 너비: 2,550mm
- 전체 높이: 3,120mm
- 전동기: DK-259
- 전동기 출력: 45kw×4
- 출력: 180kw

## 종류

### KTM-5
1963년에 제조된 차량으로 둥그스름한 차체를 가지고 있었다. 첼랴빈스크에서 시험 주행이 실시되었지만 잇따른 고장으로 인해 1969년에 공장에 반환되었다.

### KTM-5M
1966년에 제조된 차량으로 KTM-5의 개량형이다. 각부의 설계가 대폭 변경되고 차체가 각진 외관으로 바뀌면서 경량화와 비용 절감을 실현했으며 좌석 또한 KTM-5에서 변경되고 있다. 또한 강제 통풍 방식의 환기 장치가 설치되었다. 창문은 원래 붙박이 창문 구조로 되어 있었지만 시험 주행 결과에 따라 개방 창문으로 개조되었다. 1969년부터 1971년까지 620량이 제조되었다.

### KTM-5M3(71-605)
1970년 이후에 많이 발생한 KTM-5M의 화재 사고를 계기로 1971년 이후에 제조된 차량은 화재 예방 대책을 강화한 KTM-5M3로 개선되었다. KTM-5에서 문제가 된 가연성 플라스틱으로 만든 부품을 금속으로 교체하는 한편 차내 조명을 형광등에서 백열등으로 변경하는 등 큰 변경이 있었다.
1971년부터 1990년까지 총 12,943량이 제조되었는데 이는 소련에서 제조된 노면 전차에서 가장 많은 제조량이다. 또한 1976년 7월에는 소련의 철도 차량 형식 분류가 변경된 일로 KTM-5도 "71-605"에 형식 이름이 변경되었다. "71-605"에서 "71"은 노면 전차, "6"은 우스티카타프 노면 전차 공장, "05"는 5세대라는 뜻이다.

### KTM-5A(71-605A), KTM-5U(71-605U)
1989년부터 1992년까지 제조된 KTM-5의 최종 증비 차량으로 전자 기기나 차내 조명의 변경이 실시되었다. 1990년에는 광궤(1,524mm)용 KTM-5A(71-605A) 이외에 표준궤 노선망을 갖추었다. 그 외에 로스토프나도누 전차에 맞는 사양을 가진 KTM-5U(71-605U)가 제조되었다.